# Бритос, Марсела
Марсела Валерия Бритос (исп. Marcela Valeria Britos; род. 26 февраля 1985, Мальдонадо) — уругвайская легкоатлетка, специалистка по бегу на короткие и средние дистанции. Выступала на профессиональном уровне в 2000-х годах, обладательница бронзовой медали чемпионата Южной Америки, двукратная серебряная призёрка молодёжных южноамериканских первенств, победительница и призёрка первенств национального значения, участница летних Олимпийских игр в Пекине.

## Биография
Марсела Бритос родилась 26 февраля 1985 года в городе Мальдонадо, Уругвай.
Впервые заявила о себе в лёгкой атлетике на международном уровне в сезоне 2001 года, когда вошла в состав уругвайской сборной и в беге на 800 метров выступила на юношеском мировом первенстве в Дебрецене.
В 2003 году в той же дисциплине заняла четвёртое место на чемпионате Южной Америки среди юниоров в Гуаякиле.
В 2004 году в беге на 800 метров среди прочего выиграла серебряную медаль на молодёжном южноамериканском первенстве в Баркисимето, дошла до полуфинала на иберо-американском чемпионате в Уэльве.
В 2005 году бежала 800 метров на чемпионате мира в Хельсинки, не смогла пройти дальше предварительного квалификационного этапа.
В 2006 году на чемпионате Уругвая в Доминго одержала победу на дистанциях 400 и 800 метров, стала серебряной призёркой на молодёжном южноамериканском первенстве в Буэнос-Айресе.
На чемпионате Южной Америки 2007 года в Сан-Паулу выиграла бронзовую медаль в беге на 800 метров и заняла 12-е место в беге на 1500 метров. Была заявлена на чемпионат мира в Осаке, но в итоге на старт здесь не вышла.
В марте 2008 года на соревнованиях в аргентинской Мар-дель-Плате установила личные рекорды в дисциплинах 400 и 1500 метров — 55.78 и 4:27.92 соответственно, тогда как в июне в чилийском Икике показала свой лучший результат в дисциплине 800 метров — 2:06.22. Благодаря череде удачных выступлений удостоилась права защищать честь страны на летних Олимпийских играх в Пекине — на предварительном квалификационном этапе 800-метрового бега показала время 2:08.98, чего оказалось недостаточно для в выхода в полуфинальную стадию соревнований.
Завершила спортивную карьеру по окончании сезона 2009 года.